# Рейтарська, 22
Садиба Товариства швидкої медичної допомоги — комплекс будівель, розташованих на Рейтарській вулиці, 22. У 1918—1919 роках тут містилися Міністерство народного здоров'я Української Держави й Міністерство народного здоров'я й опікування УНР.
Садиба — зразок вдалого планування медичного закладу початку ХХ сторіччя в умовах щільної забудови центральної частини Києва.
2021 року міська влада затвердила перелік об’єктів, які мають бути збережені в історичному вигляді. Однак будівлю на Рейтарській туди не внесла. Тоді ж обговорювались плани її продажу.
Будівля перебуває в аварійному стані. 

## Історія

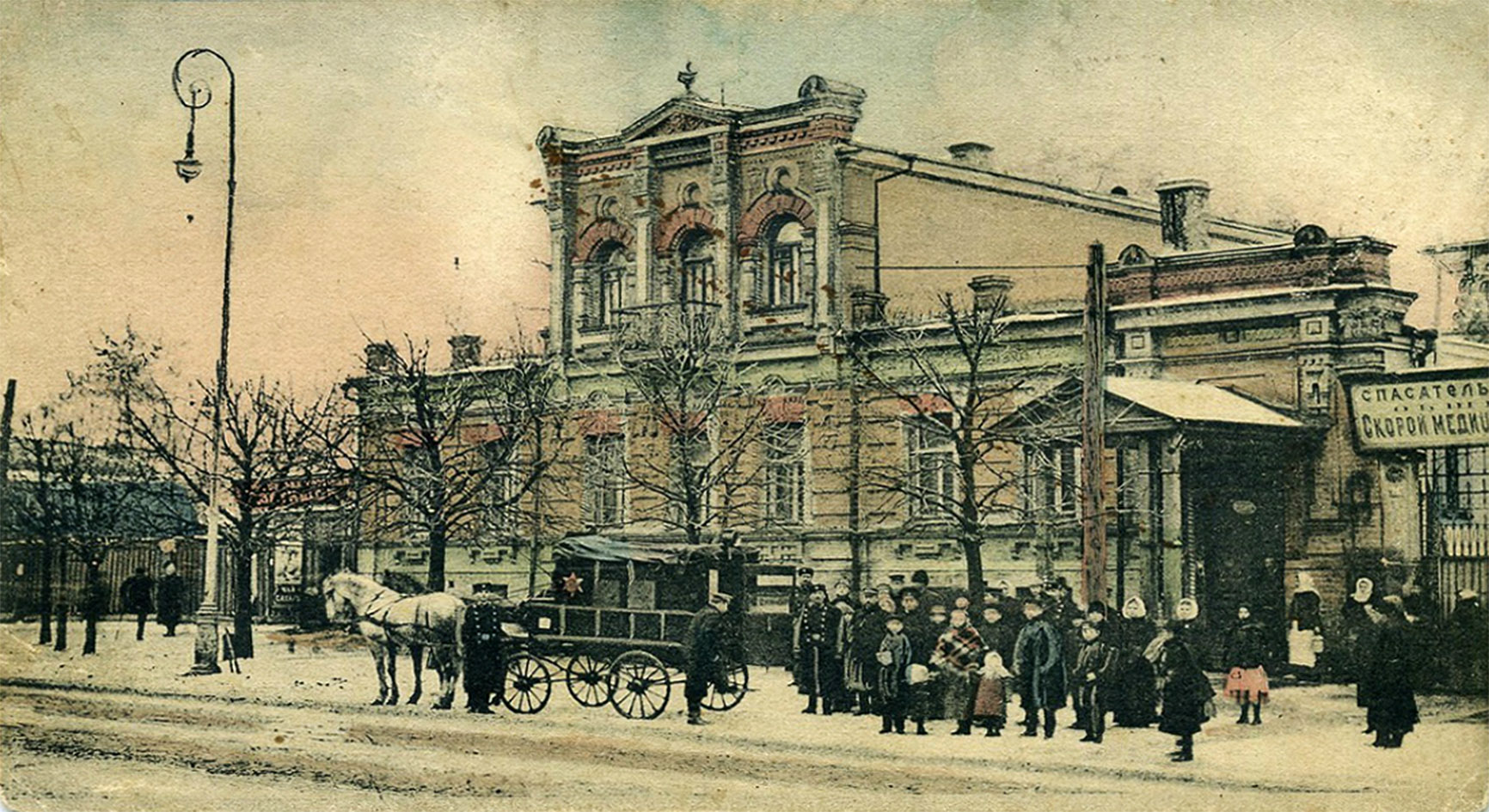
Станція швидкої допомоги на Володимирській, 33

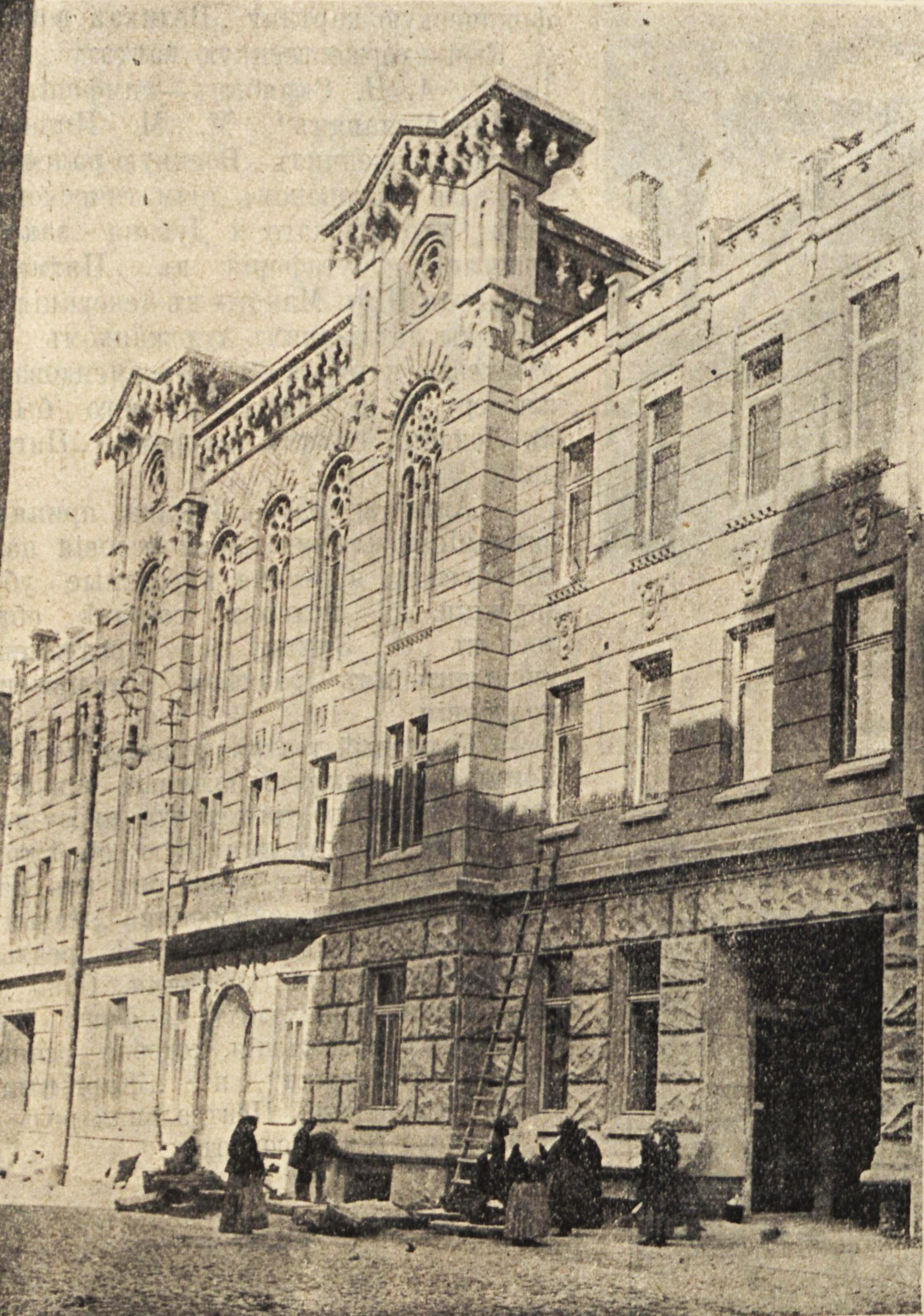
Будинок швидкої допомоги у 1914 році

У 1850-х — 1870 роках садиба належала поручику І. Волкову, 1870—1903 — Приказу громадської опіки, 1903—1911 — Київській управі у справах земського господарства, 1911—1912 — Київському губернському земству.
1912 року Товариство швидкої медичної допомоги в Києві обміняло власну садибу на Володимирській вулиці, 33 на цю ділянку. Кошти на забудову у сумі 15 тис. крб. виділила Міська дума. Додатково по 10 тис. крб.
пожертвували Лазар Бродський і Олександр Терещенко.
Споруди звели за проектом архітектора Йосипа Зекцера. Будівництво завершили 14 січня 1915 року.
1914 року з початком Першої світової війни на Рейтарську вулицю з теперішньої вулиці Олеся Гончара проклали колію трамвайного тупика. Спеціально обладнані санітарні вагони трамваю доставляли на станцію швидкої допомоги поранених із санітарних поїздів, які прибували на залізничний вокзал.
У травні—грудні 1918 року в садибі розмістилося Міністерство народного здоров'я Української Держави, у грудні 1918 — лютому 1919 — Міністерство народного здоров'я й опікування УНР.
За Української Держави міністерство очолював Всеволод Любинський (1840—1920). Директором департаменту загальних справ був Микола Ґалаґан (1882—1945) — публіцист, дипломат, громадсько-політичний діяч, член УЦР і Малої Ради.
За Директорії УНР міністром народного здоров'я й опікування став Борис Матюшенко (1883—1944) — лікар, громадсько-політичний діяч, голова медично-санітарної управи при Генеральному секретаріаті УНР.
У 1920-х роках у садибі окрім станції швидкої медичної допомоги розміщувалися Київський губернський відділ охорони здоров'я, міська санепідемстанція, прищеплювальний пункт, губвендиспансер, будинок самоосвіти, Київське губернське статистичне бюро з видавництвом, яке випускало «Статистичний бюлетень».
1933 року на станцію швидкої допомоги привезли Йосипа Зекцера, архітектора будівель цього медичного закладу. Він, подібно іспанському архітекторові Антоніо Гауді, потрапив під колеса трамваю. За спогадами Олександри Хелемської-Зекцер, її батька оточили великою увагою, оскільки персонал дуже добре знав його. Однак архітектора не вдалось врятувати.
Станом на 2003 рік будівлі займали районна клінічна лікарня № 16, Київська медична академія післядипломної освіти і кафедра терапії.

## Архітектура

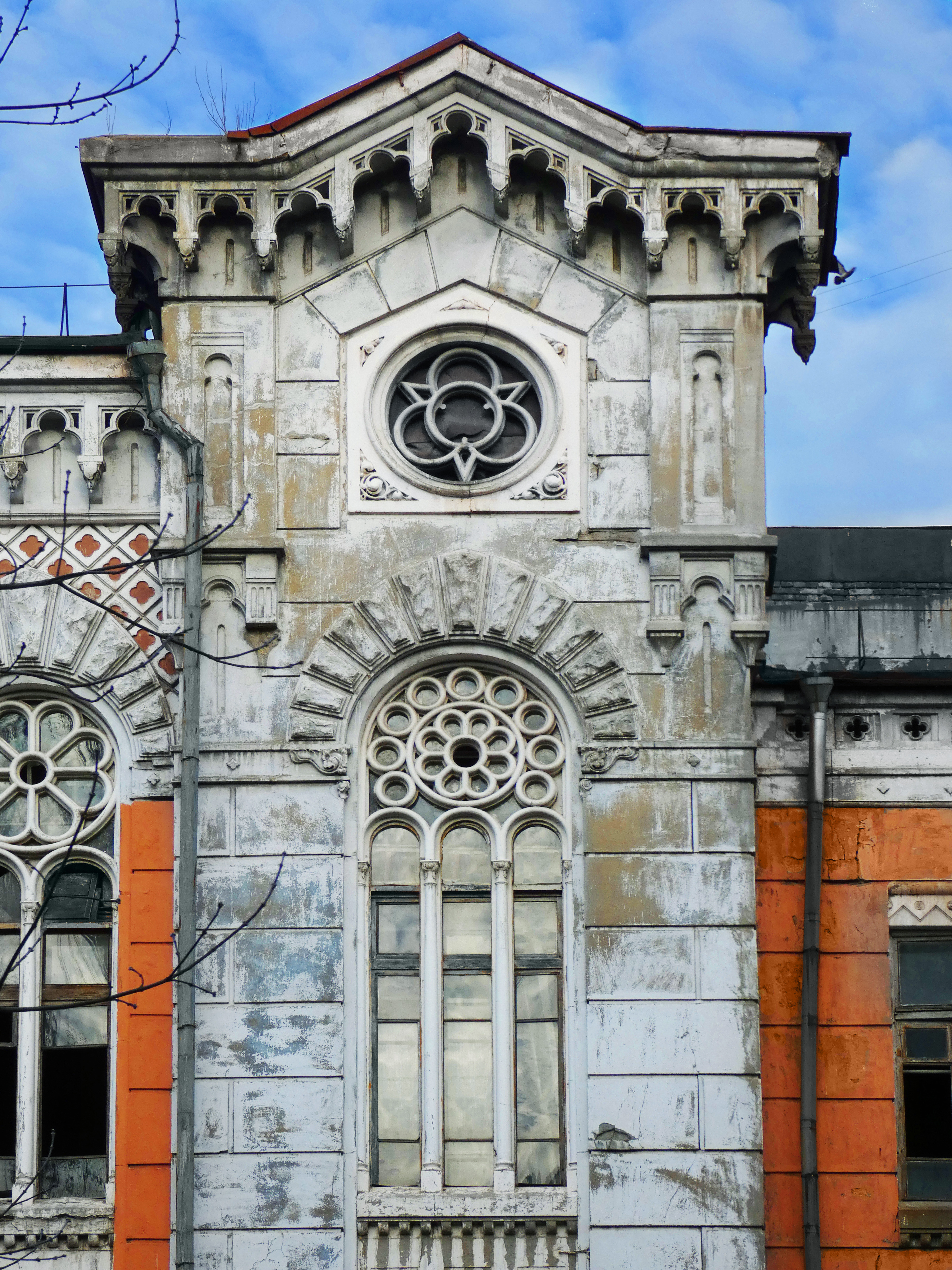
Орнаментально-пластичне оздоблення щипця бічного ризаліту

На червоній лінії забудови Рейтарської вулиці розташований головний корпус, на подвір'ї — паралельно одна одній дві службові споруди.

### Головний будинок

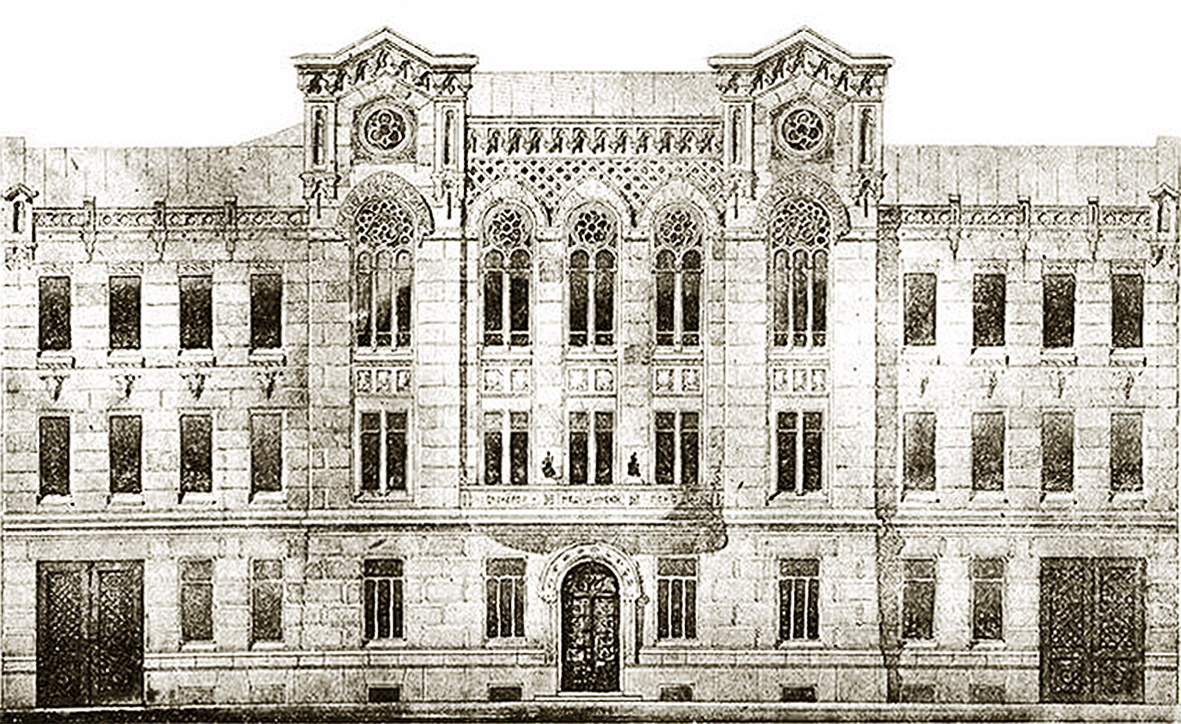
Проєкт станції

Фасад головного будинку вирішено у стилізованих формах венеційської готики. Водночас, за версією краєзнавців, в архітектурі будівлі простежуються риси флорентійського неоренесансу. Пофарбовані дворові фасади мають ознаки стилю модерн: видовжені прямокутні прорізи з площинними перемичками й заповненням підвіконь, гранчасті виступи сходових кліток.
Нижню частину будівлі облицьовано бетонними плитами під граніт: гладенькими — у цоколі та фактурними, у вигляді великого руста — на першому поверсі. Другий і третій поверхи розкреслено рустом по тиньку. 
Центр симетричного головного фасаду акцентовано підвищеною п'ятивіконною частиною з бічними пласкими ризалітами, завершеними ламаними трикутними щипцями, в які вписано круглі дахові віконця.
Прямокутні вікна другого поверху й стрілчасті третього стилізовані під стрункі готичні прорізи, завершені рустованими арковими перемичками. Їхню стилістичну характеристику підсилює рисунок бетонних рам: у круглих дахових віконцях — з мотивом трилисника, в стрілчастих вікнах третього поверху — у формі біфорія (в центрі) і трифорія (в ризалітах) з ажурним масверком, побудованим на основі кола. Поле стіни над трьома середніми вікнами декоровано навкісним сітчастим орнаментом. Звиси карнизів, щипців і середньої частини фасаду оформлено фігурною крайкою з бетону.
Заглиблені в аркову нішу двері центрального головного входу дерев'яні, з кованими цвяхами. У фільонках зроблені круглі оглядові віконця.

### Флігелі
Фасад першого флігеля у другому ряді забудови садиби виконаний у цегляному стилі має асиметричну ярусну побудову. Парні віконні прорізи першого поверху окреслено нагорі площинними лучковими перемичками з замковими каменями. Верхні поверхи з прямокутними прорізами розкреслено суцільними лопатками на двовіконні прясла. Гурт і вінцевий карниз простого профілю. Будинок — важлива функціональна частина медичного закладу початку ХХ сторіччя.
Другий флігель в глибині подвір'я, у третьому ряді забудови садиби, призначався для гаража і стайні. Двоповерховий з підвалом, цегляний, пофарбований, у плані прямокутний. На простому фасад і виділяються лише широкі лучкові перемички на першому поверсі, що перекривали колишні в'їзди. На фасаді є шість випадково розміщених входів.